# Lasioglossum getasanum
Lasioglossum getasanum är en biart som först beskrevs av Blüthgen 1926.  Lasioglossum getasanum ingår i släktet smalbin, och familjen vägbin. Inga underarter finns listade i Catalogue of Life.